# Зеленцов, Андрей Иванович
Андре́й Ива́нович Зеленцо́в (16 ноября 1896 — 15 августа 1941) — советский военнослужащий, командир 163-й стрелковой дивизии в период Советско-финской войны (1939—1940), 88-й стрелковой дивизии, Карельский фронт, в период Великой Отечественной войны (1941 год).

## Начальная биография
Отец — Зеленцов Иван Васильевич, дворянин, служащий государственного департамента. Мать — Райнова Екатерина Андреевна, дочь священнослужителя. В семье было 6 детей: Ольга, Михаил, Наталья, Андрей, Нина и Василий.
До службы в Русской императорской армии с 1907 по 1915 год учился в Нижегородской губернской гимназии, частным образом получил хорошее музыкальное образование, изучал иностранные языки, затем поступил в Алексеевское военное училище в Москве.

## Семья
Венчался 2 сентября 1918 года в г. Ардатове.
- Жена — Полина Ивановна (Соловьёва) Зеленцова (3 ноября 1899, Нижний Новгород — 10 августа 1983, Оренбург);
- Сын — Андрей Андреевич Зеленцов (24 июня 1919 — 19 февраля 1981);
- Дочь — Ирина Андреевна Зеленцова (18 февраля 1922 — 30 декабря 2002).

## Первая мировая и гражданская войны
В Первую мировую войну 1 июня 1915 года окончил ускоренный курс Алексеевского военного училища по 4-х месячной программе обучения. Пройденный курс полностью исключал из себя военную историю, географию, химию, законоведение, зато славился крепкой тактической и фортификационной подготовкой. Как и все юнкера военного времени, выпущен из училища в чине прапорщика. В июле 1915 года убыл в Брест-Литовскую крепость для укомплектования новых формируемых частей. По прибытии назначен в 132-ю Курскую дружину, которая должна была войти в 112-ю пехотную дивизию. Однако в связи со сложной обстановкой на фронте её формирование было задержано. До конца 1915 года командиром роты этой дружины участвовал в боях на Западном фронте. В начале января 1916 года 112-я пехотная дивизия была сформирована, а А. И. Зеленцов назначен в 448-й пехотный Фатежский полк. Командиром роты и начальником конной разведки этого полка участвовал в боях в районах Скробово, Барановичи, Огинский канал. В январе 1917 года по личному желанию был переведён в авиацию и назначен в 21-й корпусной авиаотряд.
После Февральской революции был направлен в Киевскую офицерскую школу лётчиков-наблюдателей, по окончании которой 25 августа 1917 года вернулся в часть и служил в ней лётчиком-наблюдателем, дослужился до поручика. За боевые отличия награждён орденами Святой Анны 3-й степени с мечами и бантом, Святого Станислава 3-й степени с мечами и бантом.
В Гражданскую войну 7 марта 1918 года добровольно вступил в РККА и был назначен инструктором авиации Нижегородского губернского военкомата, с июля был военруком Ардатовского уездного военкомата. Участвовал в подавлении восстаний в г. Нижний Новгород (апрель 1918), а также офицеров под командованием полковника Н. П. Сахарова в г. Муроме (июль 1918). 20 ноября 1918 года зачислен слушателем в Академию Генерального штаба Красной Армии (РККА). В мае 1919 года сдал зачёт за курс обучения и был назначен помощником начальника авиации 3-й Украинской советской армии, а после её расформирования в июле вернулся в Нижегородский губернский военкомат и назначен инспектором пехоты.
В декабре 1919 года был выделен на формирование военных комиссариатов Донецкой губернии.
П. И. Зеленцова:

20 января 1920 года мы уезжали 2 эшелоном, организованным горьковской областью в станицу Каменскую, бывшую область Войска Донского, для укрепления там Советской власти. Я поехала с ним, хотя у меня был маленький грудной ребёнок… Выехали мы в морозную, двадцатиградусную ночь в товарных вагонах, отапливаемых тёмными печками… Стояли по 2 недели в пути, занесённые снегом, солдаты-красноармейцы выходили расчищать путь.
По прибытии в станицу Каменская в марте 1920 года он назначается начальником тыла и уездным военкомом Каменского уезда. В августе переведён в Старобельский уезд, а с мая 1921 года служил в той же должности в Юзовском военкомате. В должности начальника Каменского, Старобельского и Юзовского боевых участков участвовал в ликвидации врангелевского десанта полковника Назарова, а также вооружённых формирований Н. И. Махно на Украине.
Осенью 1920 года в Старобельске по приказу военного командования вёл переговоры с Н. И. Махно о союзничестве с Красной Армией.
Участвовал под руководством командарма М. В. Фрунзе в боях под Перекопом. После окончания операции три месяца считался погибшим и похороненным в том же месте, где шли сражения.
И. А. Зеленцова:

В Каменскую прибыло новое воинское подразделение, маме была предложена помощь в организации её возвращения на родину в Горький, но она не верила этим слухам и ждала его возвращения. И отец приехал… гимнастёрка буквально истлела на нём,… но задача, поставленная перед его полком, была выполнена.
За участие в Перекопско-Чонгарской операции А. И. Зеленцов был награждён командармом М. В. Фрунзе именной саблей с дарственной надписью.

## Время реорганизаций и переименований
В ноябре 1921 года был назначен помощником начальника, а потом начальником мобилизационного отдела управления штаба Харьковского военного округа. В декабре переведён в 51-ю Перекопскую стрелковую дивизию, где был назначен командиром 457-го стрелкового полка.
И. А. Зеленцова:

Отца в качестве командира полка направили в Слободзей, молдавский городок, тогда ещё находившийся на границе, городок, в котором я родилась, но в котором никогда больше не была… Отец сразу же уехал принимать полк, объезжать границу с Румынией, на которой в то время было особенно беспокойно.

В июне 1922 года, при реорганизации армии, назначен помощником командира 152-го стрелкового полка этой же дивизии, с января 1925 года вступил в командование 151-м Бауманским стрелковым полком. Занимался ликвидацией вооружённых формирований в районе города Тирасполь.
В 1925 году в г. Одессе при переформировании части лечился в госпитале от плеврита, долго восстанавливался после болезни. С марта по июнь 1925 года исполнял должность начальника строевой части в 1-й военной школе лётчиков им. А. Ф. Мясникова в пгт Кача (Крым), затем вновь командовал 151-м Бауманским стрелковым полком. В июле 1925 года направлен в 100-ю стрелковую дивизию УВО командиром 298-го стрелкового полка.
М. И. Садогурский:

В памяти всплыли 20-е годы. Окончание Гражданской войны на Украине… Сквира… Фастов… Белая церковь, лагеря около села Трушки… 298-й стрелковый полк… И, конечно же, он — командир полка. Встретили его сначала с недоверием. Говорили, что он из офицеров царской армии. Он и сам не скрывал это: «Да, кончал юнкерское, имел офицерский чин, воевал в конной разведке… С первых дней революции в Красной гвардии, потом в Красной Армии, коммунист с 1918 года, был комиссаром, теперь командир. Какие ещё вопросы? Нет? Значит, познакомились!»… «Бивали мы белых и без тактики», — ерепенились, попадая впросак, отдельные командиры. Но первый же бой, — а воевать приходилось: бродили ещё банды, — разъяснил лучше всяких слов, какое большое значение имеют военные знания и железная воинская дисциплина. Авторитет командира полка стал непререкаем.

В этой должности совместно с органами ГПУ с 1925 года принимал участие в ликвидации польской диверсионной группы Шкрабаненко в г. Сквир.
И. А. Зеленцова:

1927 год… Переезд в Москву помню хорошо. Ехали мы из Фастова очень долго, поезд еле тащился, подолгу стоял на полустанках, и папа «бегал» в посёлки, чтобы обменять что-либо из нашего скромного имущества на хлеб и молоко для детей, а так как поезд шёл вне всякого расписания, то нередко отец опаздывал и догонял нас на каком-нибудь товарняке.

## Московский период
С сентября 1927 года исполнял должность помощника начальника 4-го отдела штаба МВО, в период с июля 1928 по март 1929 года временно исполнял должность начальника этого отдела. С мая 1931 года был преподавателем, затем тактическим руководителем на курсах «Выстрел», с февраля 1933 года там же исполнял должность начальника курса. Учился на вечернем факультете Военной академии РККА им. М. В. Фрунзе, который окончил в 1932 году.
И. А. Зеленцова:

Вечерами, когда зажигался свет, папа раскладывал свои карты, разрисовывая их цветными карандашами,…, я усаживалась около него и тоже рисовала, но не кукол и зверушек, а тоже карты. Папа мне объяснял, как обозначаются на топографических картах болота, леса, дома, железная дорога. Я ему, конечно, мешала, но он никогда не прогонял меня… Академию отец окончил с отличием…

В декабре 1933 года курсы «Выстрел» влились в состав Военной академии механизации и моторизации РККА им. И. В. Сталина, а Зеленцов назначен в ней начальником учебной части академических курсов технического усовершенствования начсостава.
4 декабря 1935 года ему присвоено воинское звание полковник.

## Предвоенный период
И. А. Зеленцова:

Папу перевели на работу в Харьков начальником штаба 5-й тяжёлой танковой бригады… Мы уезжали в конце мая налегке, ехали прямо в военные лагеря, где для комсостава были выделены домики. Лагеря эти назывались Чугуевскими, так как располагались недалеко от г. Чугуев. Место было великолепное: сосновый бор, рядом река Донец, песчаная почва… Осенью мы переехали в Харьков.

С марта 1936 года А. И. Зеленцов исполнял должность начальника штаба 5-й отдельной тяжёлой танковой бригады. В 1937 году в Харьковском Военном Округе начались массовые аресты военных и членов их семей.

От мамы я узнала, что в его части объявлено закрытое партсобрание, на котором должно было быть «рассмотрено» отцовское персональное дело, возникшее в результате того, что он, как комбриг, выступал в защиту многих своих репрессированных командиров, а сынишка одного из них, 6-летний мальчонка: после ареста родителей жил у нас в семье. И вдруг буквально за 2-3 дня до собрания отца срочно вызвали в Москву по распоряжению зам наркома обороны Шапошникова.

А. И. Зеленцов был вызван в Москву на совещание комбригов тяжёлых танковых бригад. В 1-м Доме Реввоенсовета Б. М. Шапошниковым ему был вручён приказ о немедленном отъезде в г. Иваново. В декабре 1937 года он приступил к выполнению обязанностей начальника автобронетанковой службы 3-го стрелкового корпуса.

Возвращаться в Харьков для передачи новому комбригу бригады Шапошников отцу запретил. Так, как мы поняли позднее, был отведён меч, нависший над головой моего папы.

С августа 1939 года командовал 163-й стрелковой дивизией ЛВО. Комбриг (4.11.1939). Участвовал с ней в Советско-финляндской войне 1939—1940 гг., за что в мае 1940 года был награждён орденом Красного Знамени. Сражался в боях при Суомуссалми, позже принимал участие в операции под Кухмо, где 54-я дивизия находилась в окружении. В ходе боевых действий получил ранение (был ранен в ногу), но оставался в строю. По окончании войны с Финляндией направлен в Москву в Центральный военный клинический госпиталь им. П. В. Мандрыка, там лечил осложнение после ранения, — остеомиелит. 4 июня 1940 года ему было присвоено звание генерал-майора. С 14 июня 1940 года исполнял должность командира 88-й стрелковой дивизии Архангельского ВО.

## Великая Отечественная война
В июне 1941 года на базе управления округа было сформировано полевое управление 28-й армии, которая с началом Великой Отечественной войны была отправлена на фронт. В связи с убытием на фронт значительной части руководящего состава округа, генерал-майор А. И. Зеленцов, оставаясь командиром 88-й стрелковой дивизии, с 27 июня по 5 июля временно исполнял обязанности командующего войсками округа. За этот период в округе была проделана большая работа по отмобилизованию войск округа, формированию новых частей и соединений для действующей армии. По прибытии в округ нового командующего, генерал-лейтенанта В. З. Романовского вновь командовал 88-й стрелковой дивизией. В июне — июле 1941 года её части охраняли побережье Белого моря.
В период с 8 по 11 августа дивизия была передислоцирована в район станции Лоухи в Карелии, где вошла в состав 14-й армии Северного фронта, и с 15 августа вела напряжённые наступательные и оборонительные бои на Кестеньгском направлении с превосходящими силами противника, пытавшимися перерезать железнодорожную магистраль Мурманск—Ленинград. В этих боях на подступах к станции Лоухи 15 августа 1941 года А. И. Зеленцов погиб от прямого попадания авиабомбы в блиндаж командного пункта. Командование 88-й стрелковой дивизии временно принял начальник артиллерии 14-й армии полковник Д. Ф. Паниткин.
Письмо с фронта: начальник штаба 88-й стрелковой дивизии, полковник С. П. Перков:

Уважаемая т. Зеленцова!.. Ваш муж погиб в Отечественной войне за благо Родины, за счастье народов нашей любимой страны, за прекрасную будущую жизнь… Я не буду писать подробности, как погиб Андрей Иванович, так как Вы уже их знаете… Вы просите отомстить фашистским бандитам за гибель Вашего мужа и других… В течение 2-4 сентября мы нанесли значительное поражение фашистским бандам, полностью уничтожили финский полк, основательно разбили немецкую северную дивизию СС, финскую пехотную дивизию и успешно продолжаем громить врага. О нас писалось во всех газетах. Это отчасти заслуга Вашего мужа, который воспитывал части. Я уверяю Вас, наши части и вся наша армия нанесёт сокрушительный удар фашистским бандам и выбросит их навсегда с нашей священной земли.

Похоронен в городе Мурманске, на кладбище советских воинов (Старое мурманское кладбище, участок советско-финляндской войны). На могиле установлена наземная плита. Указом Президиума Верховного Совета СССР от 16 января 1942 года Зеленцов Андрей Иванович награждён орденом Ленина (посмертно).

## Награды
СССР
- Орден Ленина (посмертно)[3];
- Орден Красного Знамени;
- Юбилейная медаль «XX лет Рабоче-Крестьянской Красной Армии».

Российской Империи
- Орден Святой Анны 3-й ст. с мечами и бантом;
- Орден Святого Станислава 3-й ст. с мечами и бантом.

## Память
- Средняя общеобразовательная школа им. Андрея Ивановича Зеленцова, пгт Лоухи, Республика Карелия

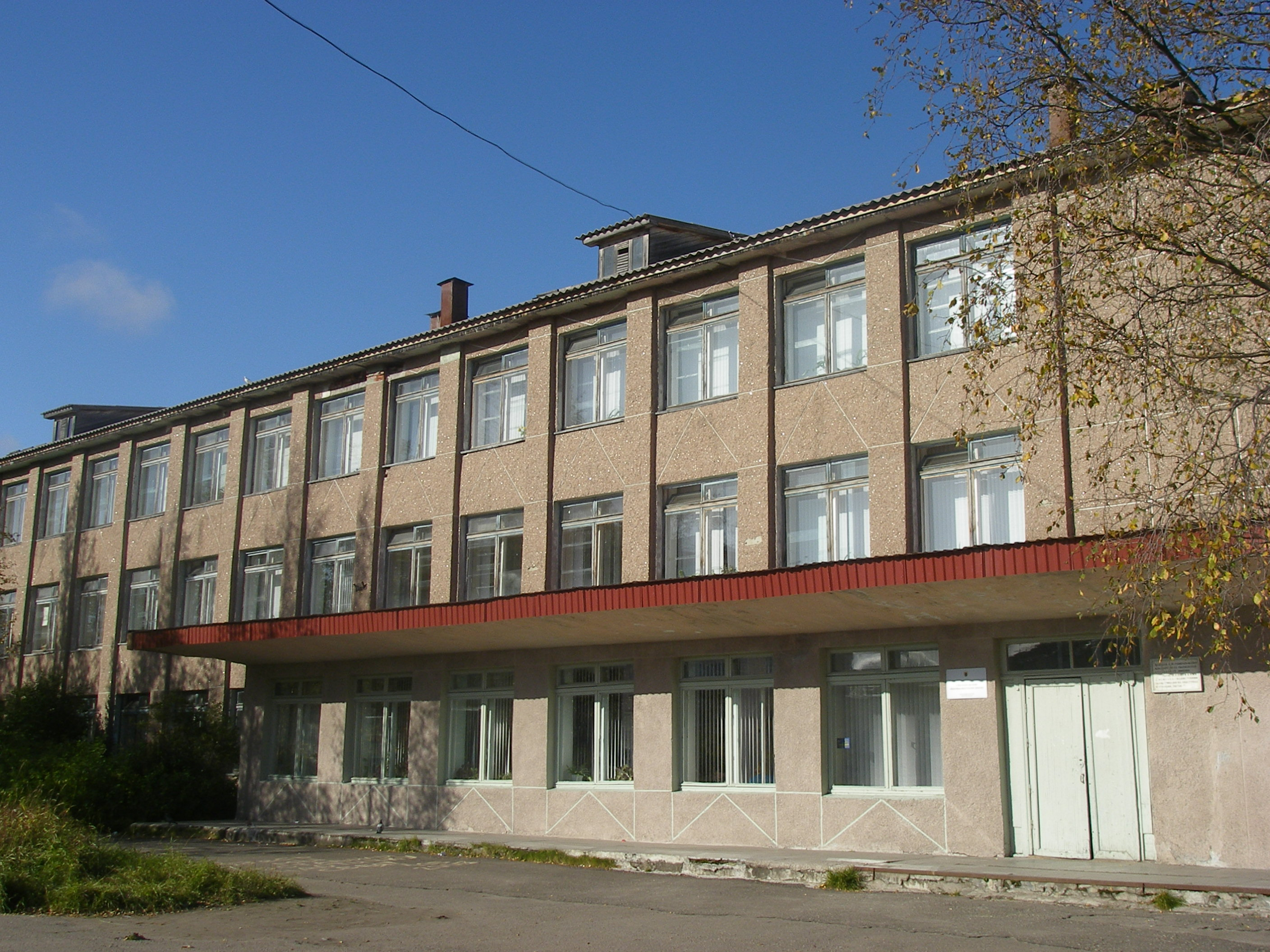
Лоухская средняя общеобразовательная школа